# 玄真观
玄真观又名“真武庙”，是一座道教宫观，供奉真武大帝，位于山西省大同市平城区古城街道古城街道城内正殿街、皇城街北端，古戏台以北百米。
玄真观位于明代王府旧址的北部。明崇祯十七年（1644年）三月，大同总兵姜瓖开城降大顺李自成，李自成杀代王及宗室，将代王府改为元帅府。六月，姜瓖降清，1649年1月又归附南明，满清摄政王多尔衮派大军攻击，屠杀大同全城（大同之屠），代王府也在此时被毁。。清初，在代王府长春宫东侧的废墟上建起真武庙（玄真观）。玄真观在文革期间被拆毁。
1981年2月24日，玄真观列为大同市文物保护单位。2016年6月6日，玄真观公布为第五批山西省文物保护单位，编号5-29，分类古建筑，时代为明、清。